# Victor Varnado
Victor Varnado (Gary, 15 maggio 1969) è un attore e comico statunitense.
È afroamericano e affetto da albinismo, proprio a causa di questa sua malattia è ipovedente.

## Biografia
Nato a Gary, nell'Indiana, è cresciuto a Huntsville, Alabama, prima di trasferirsi a Minneapolis, dove cominciò a lavorare in un cabaret come comico. La sua prima apparizione in un film avvenne nel 1996 con il film "Full Moon Rising"
In seguito prese a comparire in piccoli film e si trasferì nuovamente, stavolta a New York. In seguito cominciò a comparire in piccoli film ma il suo vero debutto avvenne partecipando a un video con Elton John chiamato "Recovering your soul" (ovvero sia "Recupera la tua anima" ).
Poco dopo recitò nel film Julien Donkey-Boy, poi venne lanciato nel colossal della Universal Giorni contati - End of Days.
Nel 2002 partecipò al film Pluto Nash.

## Filmografia
- Full Moon Rising (1996)
- Giorni contati - End of Days (1999)
- Julien Donkey-Boy (1999)
- Pluto Nash (2002)
- Cose da maschi (2003)